# Ernesto Farías
Ernesto Farías (Trenque Lauquen, 29 mei 1980) is een     Argentijnse voetballer.
Farías begon zijn profcarrière bij Estudiantes kort voor zijn 18de verjaardag in een wedstrijd tegen CA Lanús. Vanaf zijn derde seizoen voor de club scoorde hij nooit minder dan 14 goals. In 2004 verliet hij de club waar hij de vijfde beste topschutter uit de geschiedenis was en ging naar het Italiaanse Palermo. Echter werd dit geen groot succes, hij speelde slechts dertien wedstrijden en kon geen enkele keer scoren. In 1995 keerde hij terug naar Argentinië en ging voor River Plate spelen. In de Copa Libertadores 2006 scoorde hij vijf keer, River Plate ging er in de kwartfinale uit. Na een mislukte transfer naar Deportivo Toluca ging hij in 2007 naar Porto voor 4 miljoen euro. Tijdens zijn periode bij Porto fungeerde hij meer als invaller voor Hulk, Lisandro López en Radamel Falcao dan als basisspeler.
In 2010 ging hij naar het Braziliaanse Cruzeiro. Van 2012 tot 2013 werd hij aan Independiente uitgeleend.
Op 3 september 2005 speelde hij zijn enige wedstrijd als international in een wedstrijd tegen Paraguay, die ze verloren met 0-1.